# Ліверпуль
Ліверпу́ль (англ. Liverpool) — місто та одне з п'яти метропольних боро у церемоніальному графстві Мерсісайд, регіоні Північно-Західна Англія, Велика Британія. Дев'яте за чисельністю місто в Англії, соціально-економічний, політичний та культурний центр, великий порт.
Місто, яке ЮНЕСКО внесло до свого Списку всесвітньої спадщини.

## Географічна довідка
Ліверпуль розташований на північному заході Англії, у графстві Мерсісайд, за 283 км на північний захід від Лондона, на березі Ліверпульської бухти Ірландського моря біля гирла річки Мерсі. Ліверпуль побудований на пагорбах з пісковику, що піднімаються на висоту близько 70 м над рівнем моря. Пагорб Евертон є південним кордоном Західної прибережної рівнини Ланкашира. Естуарій річки Мерсі відокремлює Ліверпуль від півострова Віррал.
Чисельність населення — 447,500 осіб (2005).

## Історична довідка

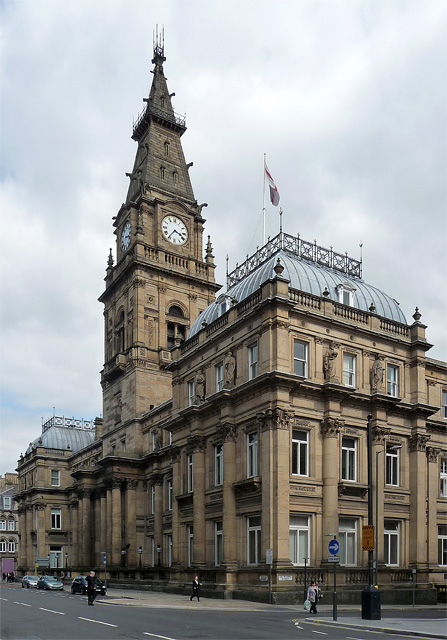
Муніципальний будинок

Назва міста походить від староанглійського lifer, що означає густа або каламутна вода, і pōl, що означає басейн або струмок, і вперше згадується приблизно в 1190 році як Liuerpul. Відповідно до Кембриджського словника англійських топонімів, «первісне посилання стосувалося басейну або струмка з припливами, який тепер наповнений і в який впадають два потоки». Існує думка й про інше походження назви міста, зокрема «elverpool», посилання на велику кількість вугрів у річці Мерсі. Прикметник «ліверпульський» вперше з'явився у 1833 році.
Хоча давньоанглійське походження назви Ліверпуль не викликає сумнівів, іноді кажуть, що назва Ліверпуль має валлійське походження, але це безпідставно. Валлійська назва Ліверпуля — Lerpwl, від колишньої англійської місцевої форми Leerpool. Це скорочення форми «Leverpool» із втратою інтервокального [v]. 
Перша згадка про Ліверпуль сягає 1190 року. До середини XVI століття чисельність населення залишається на рівні близько 500 осіб. Під час громадянської війни в Англії (1642—1651) за місто точилися численні бої. У 1699 році згідно з рішенням Парламенту Ліверпуль отримав статус адміністративного округу, а в 1715 році у місті був побудований перший у Британії вологий док.
Поступово Ліверпуль стає світовим центром торгівлі, і на початок XIX століття 40 % світової торгівлі проходить через місто. Чисельність населення починає швидко зростати, місто активно розбудовується. У 1830 році Ліверпуль (разом з Манчестером) стає першим містом у Великій Британії, що має міжміське залізничне сполучення (залізниця Ліверпуль—Манчестер). З 1840-х років значно зростає міграція ірландців до міста, і кількість мешканців зростає ще швидше. Вже у 1851 році частка ірландців становить 25%.
У міру того, як місто стає головним портом Британської імперії, будується багато будівель, таких як Сент-Джордж-Холл. У 1880 році Ліверпуль отримав формальний статус міста.
Протягом першої половини XX століття місто продовжує активно розростатися, притягаючи все більше і більше мігрантів з усієї Європи. Ліверпуль поступово поглинає передмістя Аллертон, Чайлдвол, Литл Вултон і Мач Вултон.
Під час Другої світової війни місто пережило 8 повітряних атак, більшість з яких припала на березень 1941 року. Близько 2500 осіб було вбито, 11000 будівель повністю зруйновано, майже кожна друга — пошкоджена. Проте життя міста тривало. Так, Джон Леннон, учасник гурту «Бітлз» був народжений під час однієї з атак 9 жовтня 1940 року.
Після війни місто перебудовується, з'являються нові споруди, зокрема, Сіфортський док (англ. Seaforth Dock), найбільший док у Британії. З 1960-х років Ліверпуль стає світовим центром молодіжної культури. Передусім це пов'язано з виникненням гурту «Бітлз».
У 1974 році місто отримує статус округу в складі графства Мерсісайд.

## Клімат
Ліверпуль, як і більша частина Британських островів, розташований в зоні помірного морського клімату (Cfb за класифікацією кліматів Кеппена), з відносно м'яким літом, прохолодною зимою і рівномірними опадами  впродовж року. Дані про опади та температуру зберігаються в Бідстоні з 1867 року, записи про атмосферний тиск — з 1845 року. Метеостанція в Бідстоні була закрита в 2002 році, але Метеобюро також має метеостанцію в Кросбі. З тих пір, як 1867 року почалися записи, температура коливалася від –17,6 °C (21 грудня 2010 року) до 34,5 °C (2 серпня 1990 року). Але в аеропорту Ліверпуля була зафіксована температура 35,0 °C 19 липня 2006 року.
Торнадо або воронкоподібні хмари дуже рідко зустрічаються в районі Ліверпуля, а торнадо, які утворюються, зазвичай слабкі. Останні торнадо або воронкоподібні хмари були помічені в 1998, 2014 і 2018 роках.
У період 1981—2010 рр. метеостанція в Кросбі реєструвала в середньому 32,8 морозних дня щороку, що є найнижчим показником для Сполученого Королівства. Взимку випадає досить багато снігу, хоча сильні снігопади бувають рідко. Сніг зазвичай випадає в період з листопада по березень, але іноді може випасти раніше або пізніше. За останній час найраніший снігопад стався 1 жовтня 2008 року, а останній — 15 травня 2012 року. Хоча історично найраніший снігопад стався 4 вересня 1974 року, а найостанніший — 2 червня 1975 року.
Дощі в Ліверпулі йдуть досить часто. Самим дощовим місяцем був серпень 1956 року, коли було зареєстровано 221,2 мм опадів. Вересень 1976 року — єдиний місяць, який зміг скласти йому конкуренцію (більше 200 мм опадів). Посухи іноді створюють проблеми, особливо влітку, останній раз це сталося зовсім недавно, 2018 року. Найдовший період без опадів склав 41 день (з 16 липня по 25 серпня 1995 року). Самим сухим за всю історію спостережень був 2010 рік (400,2 мм опадів), а самим вологим — 1872 рік (1159,9 мм).
| Клімат Ліверпулю        | Клімат Ліверпулю | Клімат Ліверпулю | Клімат Ліверпулю | Клімат Ліверпулю | Клімат Ліверпулю | Клімат Ліверпулю | Клімат Ліверпулю | Клімат Ліверпулю | Клімат Ліверпулю | Клімат Ліверпулю | Клімат Ліверпулю | Клімат Ліверпулю | Клімат Ліверпулю |
| Показник                | Січ.             | Лют.             | Бер.             | Квіт.            | Трав.            | Черв.            | Лип.             | Серп.            | Вер.             | Жовт.            | Лист.            | Груд.            | Рік              |
| Абсолютний максимум, °C | 15,1             | 18,9             | 21,2             | 25,3             | 28,2             | 30,7             | 34,3             | 34,5             | 30,4             | 25,9             | 18,7             | 15,8             | 34,5             |
| Середній максимум, °C   | 6,6              | 6,6              | 9,4              | 11,6             | 15,5             | 17,7             | 20               | 19,4             | 16,6             | 12,7             | 9,4              | 7,7              | 12,7             |
| Середня температура, °C | 5                | 4                | 7                | 8                | 12               | 14               | 17               | 16               | 14               | 11               | 7                | 6                | 10               |
| Середній мінімум, °C    | 2,2              | 2,2              | 3,3              | 4,4              | 7,2              | 10,5             | 12,7             | 12,2             | 10               | 7,2              | 4,4              | 3,3              | 6,6              |
| Абсолютний мінімум, °C  | −12,8            | −11,3            | −7,5             | −5               | −1,7             | 2,5              | 6,6              | 3,1              | 1,7              | −2,9             | −7,5             | −17,6            | −17,6            |
| Норма опадів, мм        | 97               | 94               | 101              | 85               | 68               | 71               | 40               | 55               | 44               | 61               | 78               | 65               | 854              |
| ----------------------- | ---------------- | ---------------- | ---------------- | ---------------- | ---------------- | ---------------- | ---------------- | ---------------- | ---------------- | ---------------- | ---------------- | ---------------- | ---------------- |
| Джерело: My forecast    |                  |                  |                  |                  |                  |                  |                  |                  |                  |                  |                  |                  |                  |

## Культура

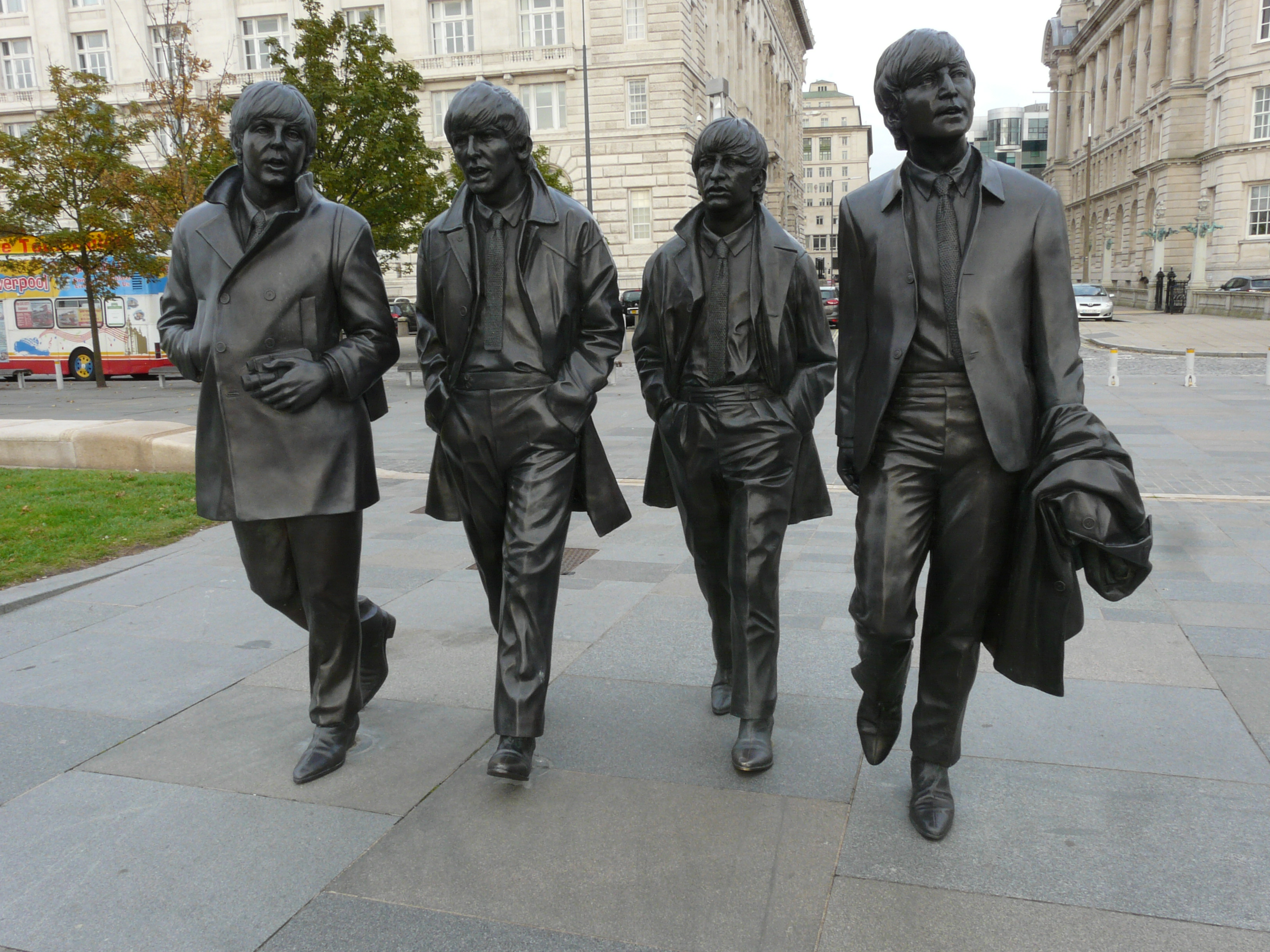
Статуя «Бітлз» у Ліверпулі. «Бітлз» — найбільш комерційно успішна і визнана критиками група в популярній музиці.

Одним з основних факторів економіки міста стає туризм. У Великій Британії на роль культурної столиці претендували Бристоль, Бірмінгем, Кардіфф, Ньюкасл та Оксфорд. У підсумку, 2003 року журі віддало перевагу промисловому Ліверпулю перед його найближчим суперником — містом Ньюкасл — і подало на затвердження офіційним Брюсселем. Портовий Ліверпуль упродовж довгого часу мав лише одну туристичну принаду — музей групи «Бітлз», а в останні роки став стрімко розвиватися саме як культурний та туристичний центр королівства.

### Музика
Ліверпуль відомий у всьому світі своєю музикою і визнаний світовою столицею поп-музики Книгою рекордів Гіннеса. Музиканти Ліверпуля випустили 56 синглів № 1, тобто більше, ніж музиканти в будь-якому іншому місті світу. Ліверпуль найвідоміший як батьківщина «Бітлз» і в 60-х роках XX століття був в авангарді біт-музики, що в кінцевому підсумку призвело до так званого «Британського вторгнення».
Багато відомих музикантів та гуртів з'явилося в місті того часу, у тому числі Біллі Дж. Крамер, Сілла Блек, Gerry and the Pacemakers та The Searchers. Серед інших музикантів та гуртів з Ліверпуля — Біллі Ф'юрі, «A Flock of Seagulls», «Echo & the Bunnymen», «Frankie Goes to Hollywood», Френкі Воган, «Anathema», «Ladytron», «The Zutons», «Cast», «Atomic Kitten» і Ребекка Фергюсон.
У місті також базується Королівський ліверпульський філармонічний оркестр, найстаріший професійний симфонічний оркестр Великої Британії (з нині існуючих)

### Музеї
- Тейт Ліверпуль
- Галерея і музей Вікторії
- Всесвітній музей
- Галерея мистецтв Вокера
- Мерсісайдський морський музей
- Будинок Пірмейстера
- Міжнародний музей рабства

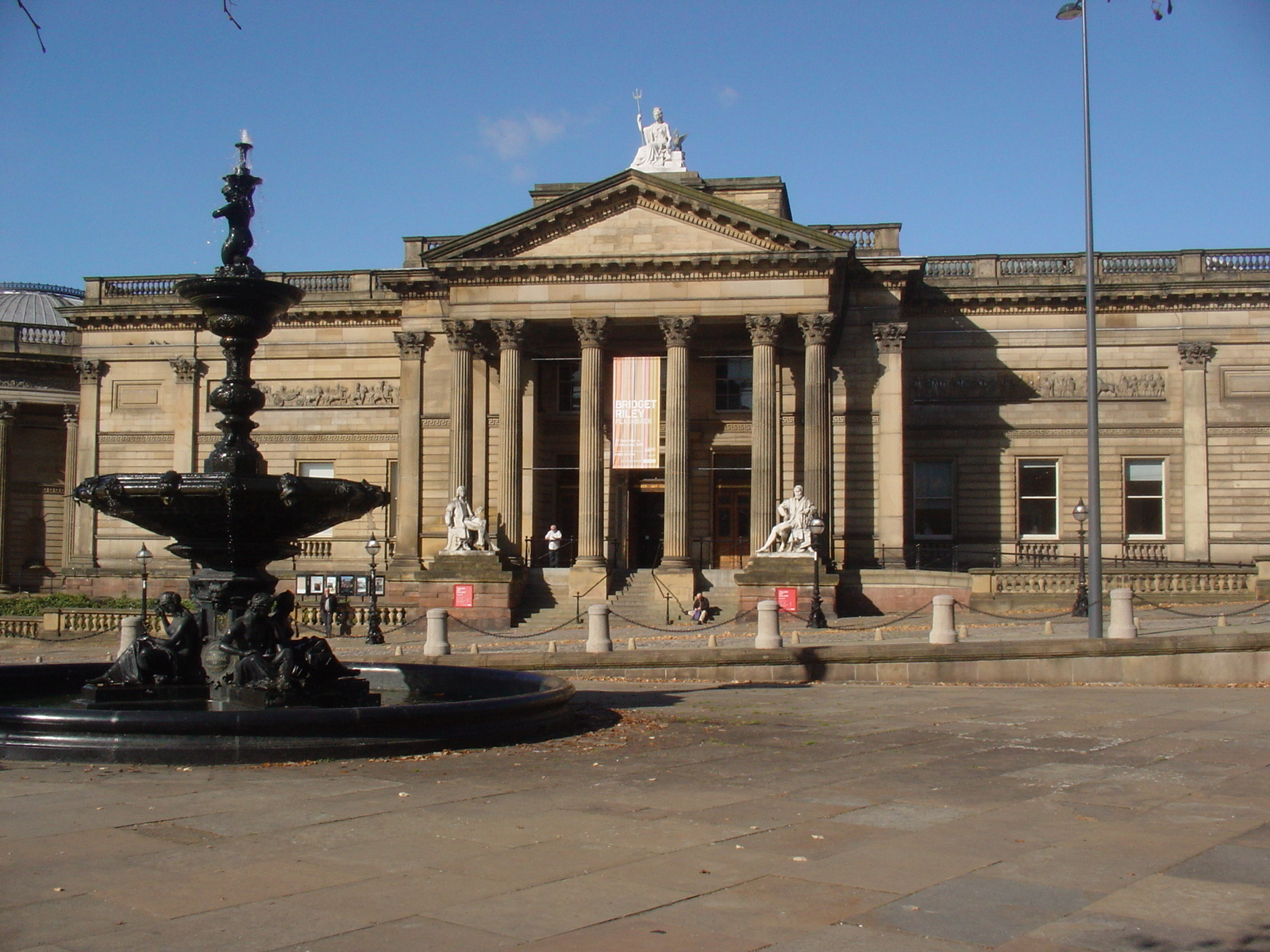
Галерея мистецтв Вокера

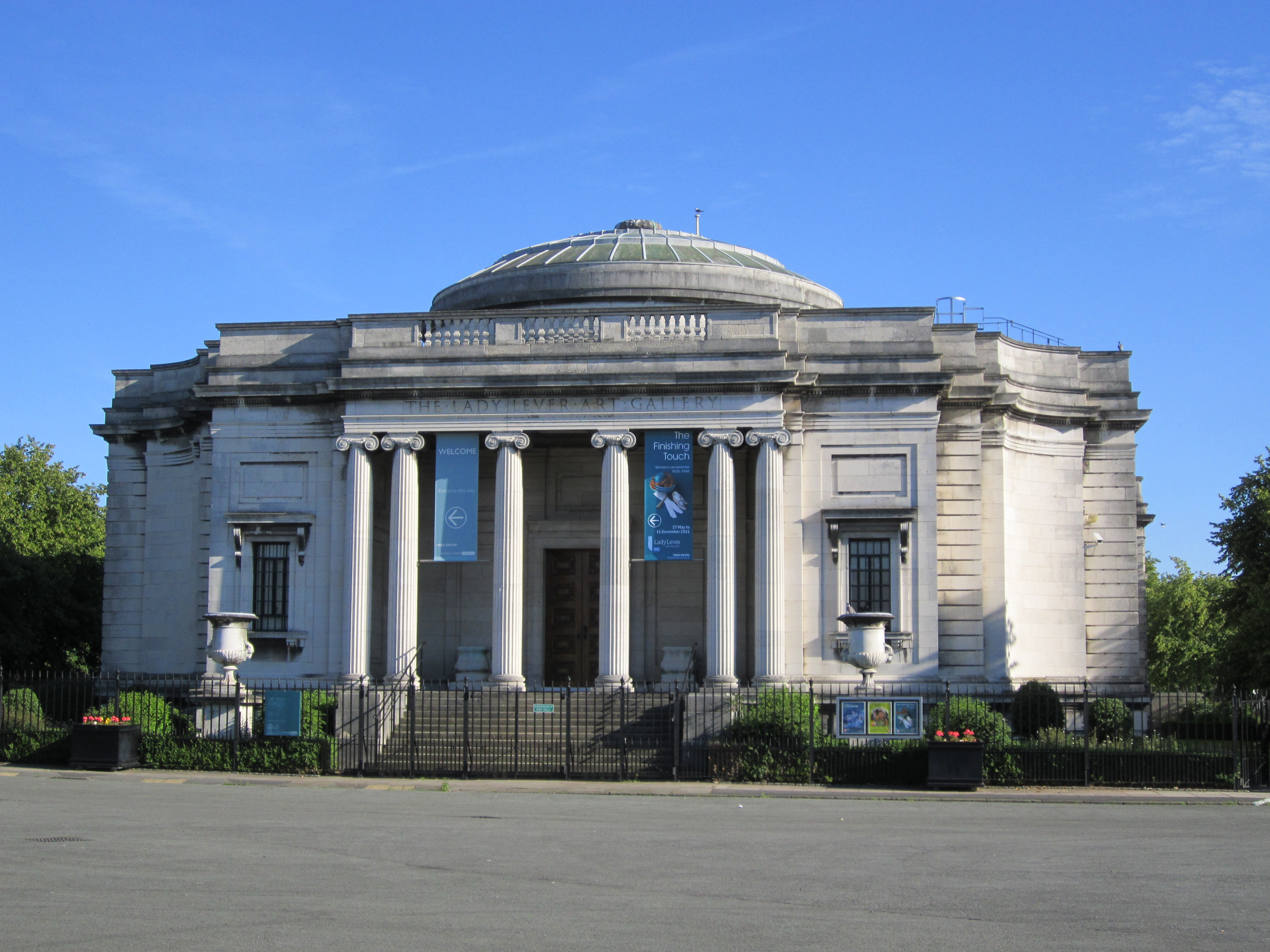
Художня галерея леді Левер

- Національний музей прикордонних військ
- Художня галерея леді Левер
- Будинок Садлі
- Музей Ліверпуля
- Національний центр збереження
- Музей групи «Бітлз»
- Художня галерея та музей Вільямсона

## Спорт

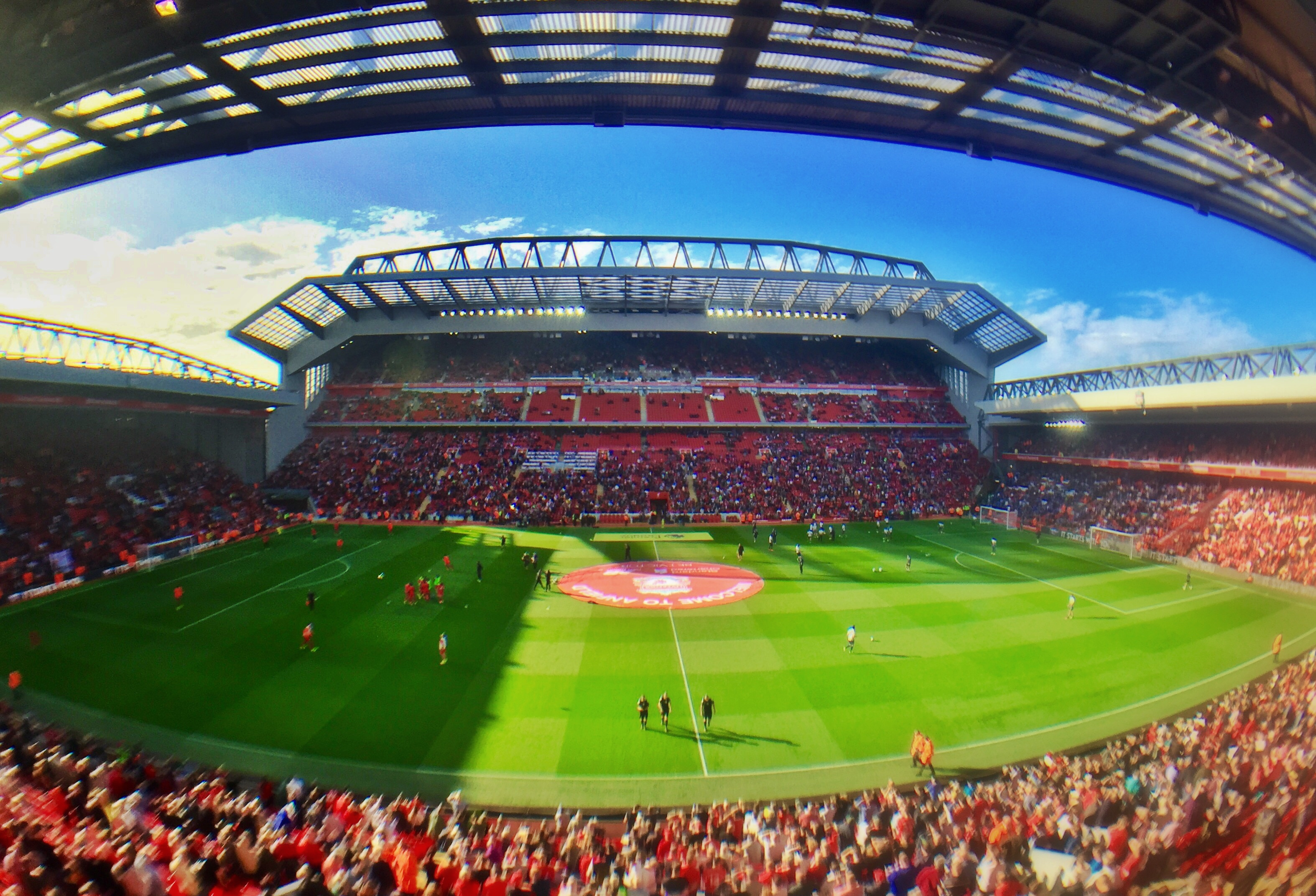
Стадіон «Енфілд»

### Футбол
Найуспішнішим клубом міста є «ФК Ліверпуль», домашньою ареною якого є стадіон «Енфілд». Клуб є одним із лідерів чемпіонату Англії. У футбольній Прем'єр-лізі виступає також «Евертон» (домашня арена — стадіон Гудісон-Парк).

### Бокс
Бокс дуже популярний в Ліверпулі. Місто має славну історію в цьому виді спорту, тут близько 22 аматорських боксерських клубів, які підготували багатьох успішних боксерів, таких як Айк Бредлі, Алан Рудкін, Джон Конте, Енді Голліган, Пол Сміт, Ши Неарі, Тоні Белью і Девід Прайс. Місто також може похвалитися незмінно сильним контингентом любителів, Ліверпуль є найпредставленішим містом у складі команди з боксу Великої Британії, а також на Олімпійських іграх 2012 року в Лондоні, серед найвідоміших боксерів-любителів Джордж Терпін, Ентоні Вілліс, Робін Рейд і Девід Прайс, які завойовували медалі на Олімпійських іграх.

### Інші види спорту
З баскетбольних команд найсильнішої є «Мерсі Тайгерс» (створена в 2007 році).
Неподалік від міста розташована траса Ейнтрі, на якій проводяться скачки.
Також у місті існує кілька регбійних команд.

## Відомі люди
- Ден Кріммінс (1863—1945) — американський актор епохи німого кіно
- Мей Вітті (1865—1948) — британська акторка
- Фредерік Фліт (1887—1965) — англійський моряк
- Доріс Ллойд (1896—1968) — американська актриса
- Кен Г'юз (1922—2001) — англійський кінорежисер, сценарист та продюсер
- Алан Бріджес (1927—2013) — британський телевізійний і кінорежисер, сценарист
- Том Бейкер (1934) — англійський актор
- Пол Маккартні (1942) — британський співак, композитор, автор пісень, мультиінструменталіст, музичний продюсер, підприємец
- Рита Ташінґем (1942) — британська кіноакторка
- Гарі Аблетт (1965—2012) — англійський футболіст та тренер.

## Освіта
Ліверпульський університет, заснований у 1881 році як коледж, є одним з 20 найкращих університетів Великої Британії.

## Транспорт

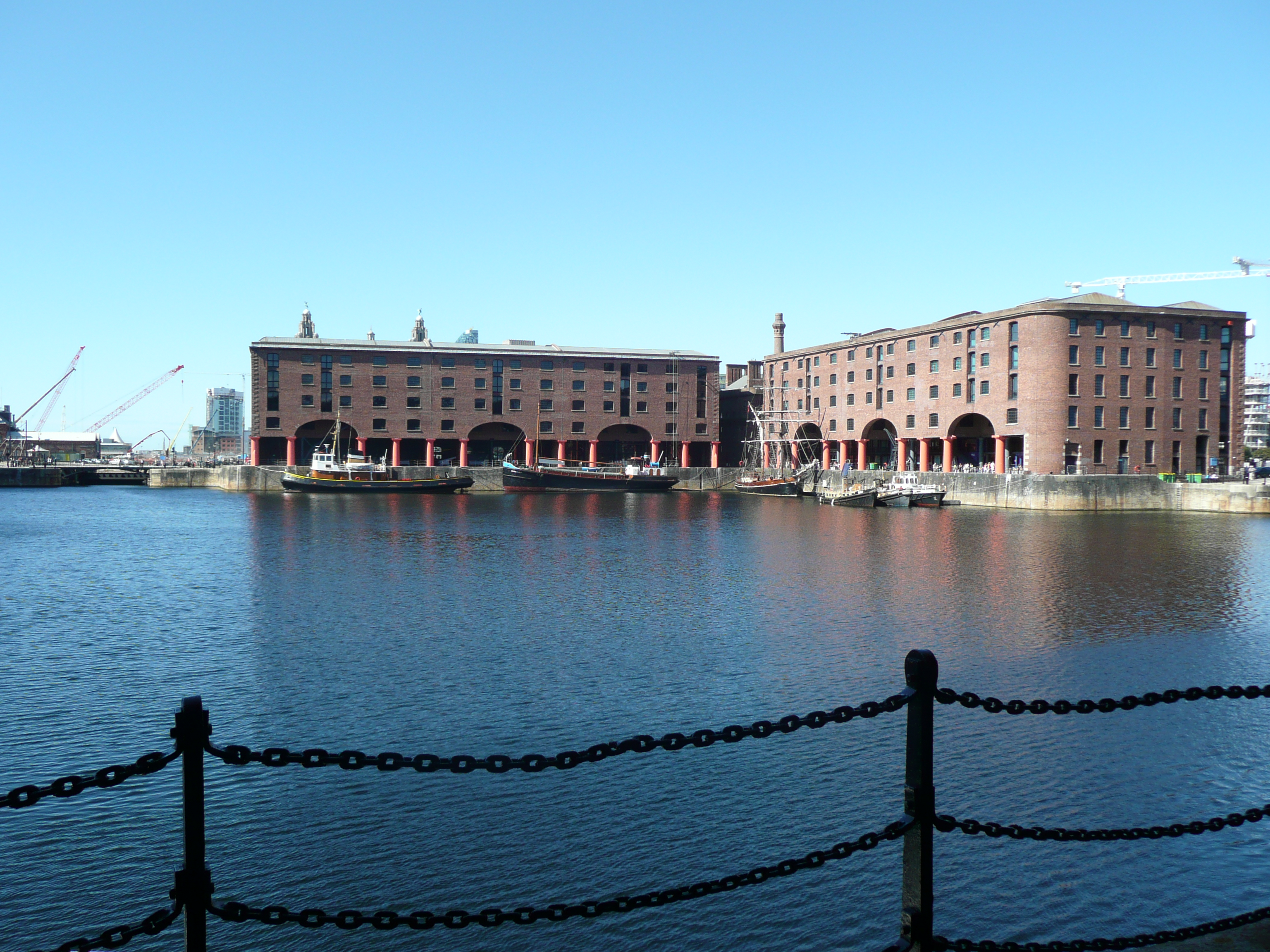
Альберт-Док - один з перших у світі доків закритого типу

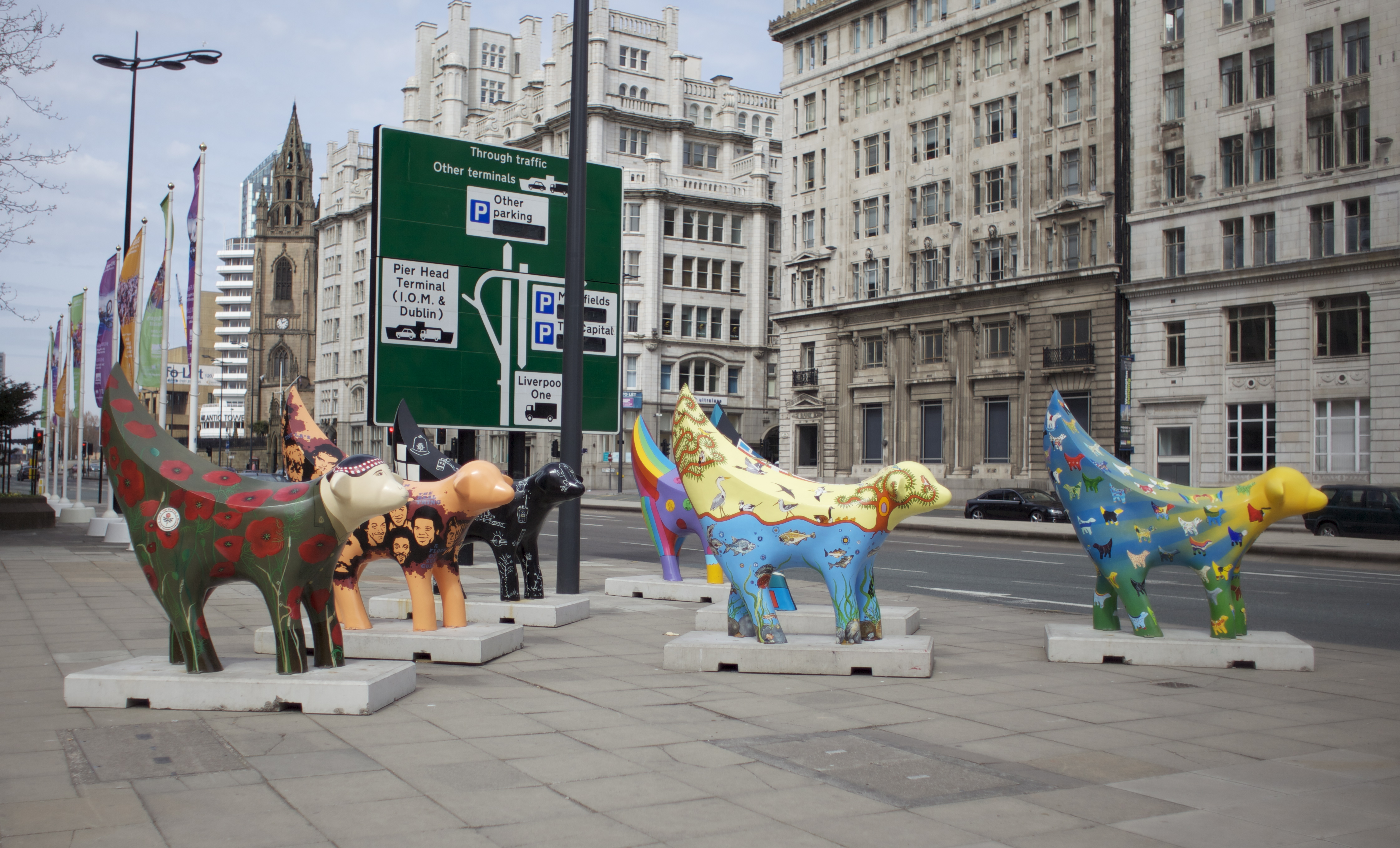
Superlambananas, 2010

Основними транспортними вузлами є аеропорт, залізничний вокзал і порт.

### Автомобільний
Ліверпуль має пряме дорожнє сполучення з багатьма іншими районами Англії. На схід автомагістраль M62 сполучає Ліверпуль з Кінгстон-апон-Галл, а також з Манчестером, Лідсом та Бредфордом. На захід від міста тунелі Кінгсвей та Квінсвей сполучають Ліверпуль з півостровом Віррал — з містами Беркенгед та Волласі. Автостради A41 і M53, які починаються в Біркенгеді, прямують на Чешир і Шропшир і далі через А55, до Північного Уельсу. [249] На південь Ліверпуль сполучений із Віднессом та Воррінгтоном через A562 та через річку Мерсі до Ранкорн, через мости Сілвер-Джубилі та Мерсі.

### Залізничний
Ліверпуль обслуговується двома окремими залізничними мережами. Місцева залізнична мережа є під орудою Merseyrail, національна мережа є під орудою Network Rail, забезпечує сполучення Ліверпуля з великими містами Англії. Основна центральна станція міста — Лайм-стріт. Ліверпуль-Саут-Парквей забезпечує сполучення з аеропортом міста.

### Повітряний
Аеропорт імені Джона Леннона знаходиться за 12 км на південний схід від центру міста. Пасажирообіг у 2009 році склав майже 5,7 млн осіб. Пов'язаний з Ліверпулем та іншими містами автобусним сполученням. Також недалеко від аеропорту є залізнична станція Ліверпуль Саус Парквей, до якої також можна добратися автобусом.

### Водний
Ліверпульський порт є також дуже важливим транспортним вузлом міста. У 2004 році його послугами скористалися понад 800 тис. осіб, було перевезено понад 617 тис. контейнерів і 32 млн тонн вантажу. За рік Ліверпульський порт пропускає близько 15 000 кораблів.